# Річард Кертіс
Річард Воллі Ентоні Кертіс, або Річард Кертіс (англ. Richard Whalley Anthony Curtis; нар. 8 листопада 1956, Веллінгтон, Нова Зеландія)  — британський сценарист, продюсер і режисер. Один із найуспішніших сценаристів британських комедій, відомий насамперед завдяки романтичним комедіям, серед яких «Чотири весілля та одні похорони» (1994), «Ноттінг-Хілл» (1999), «Щоденник Бріджит Джонс» (2001), «Реальна любов» (2003), «Бріджит Джонс: межі розумного» (2004), «Коханий з майбутнього» (2013), «Вчора» (2019). Він також відомий драмою «Бойовий кінь» (2011) і співавторством сіткому «Чорна Гадюка», «Містер Бін» і «Вікарій Діблі». На початку своєї кар'єри він писав матеріали для BBC Not the Nine O'Clock News і ITV для Spitting Image.
У 2007 році Кертіс отримав нагороду BAFTA за життєві досягнення від Британської академії кіно і телебачення. Разом із сером Ленні Генрі він є співзасновником британської благодійної організації Comic Relief, яка зібрала понад 1 мільярд фунтів стерлінгів. У 2008 році на церемонії вручення премії Britannia Awards він отримав нагороду за участь у створенні Comic Relief та за внесок в інші благодійні справи.
У 2003 році Кертіс був включений до списку The Observer як одна з 50 найсмішніших персонажів британської комедії. У 2008 році він посів 12 місце в списку «100 найвпливовіших людей британської культури», складеному The Telegraph У 2012 році він був однією з британських культурних ікон, обраних сером Пітером Блейком для появи в новій версії його найвідомішого твору — обкладинки альбому The Beatles 1967 року Sgt. Pepper's Lonely Hearts Club Band.

## Раннє життя та освіта
Народився 8 листопада 1956 в родині Ентоні Дж. Кертіса та Глінесс С. Кертіс, у  Веллінгтоні, Нова Зеландія. Його батько був чехословацьким біженцем, який переїхав до Австралії у віці 13 років  і став керівником компанії Unilever. Кертіс і його сім'я жили в кількох різних країнах протягом його дитинства, включаючи Швецію та Філіппіни, перш ніж переїхати до Великобританії, коли йому було 11.
Кертіс відвідував школу Papplewick в Аскоті, графство Беркшир (як і його молодший брат Джеймі). Протягом короткого періоду в 1970-х роках він жив у Воррінгтоні, графство Чешир, де відвідував Appleton Grammar School (нині Bridgewater High School). У цей час він жив у Меррікурті на Віндмілл Лейн, Епплтон, Ворінгтон. Його університетський друг Ровен Аткінсон був випадковим відвідувачем будинку.
Потім він отримав стипендію в школі Harrow, де приєднався до редакційної команди The Harrovian, щотижневого шкільного журналу, і тут, як він стверджує, «навчився всім тим навичкам, які зробили мене автором скетчів. Я писав рецензії, коментував твори та смішні статті, де я намагався створити щось із нічого». У Harrow Кертіс став режисером шкільної вистави п'єси Джо Ортона «Табір Ерпінгем»; цьому суперечливому вибору дав «зелене світло» його майстер класики Джеймс Морвуд. Пізніше Кертіс прокоментував, що підтримка Морвуда допомогла йому зрозуміти, що це нормально «розсунути межі та бути смішним». Кертіс не схвалював гомосексуалізм у школі, а у 18 років, коли він став головою свого будинку, заборонив це.
Він отримав першокласний ступінь бакалавра мистецтв з англійської мови та літератури в Крайст-Черч, Оксфорд. В Оксфордському університеті він познайомився та почав співпрацювати з Ровен Аткінсоном, після того як вони обидва приєдналися до команди сценаристів ревю Etceteras, частини Experimental Theatre Club. У травні 1976 року він з'явився в трупі «Після восьми» в Oxford Playhouse.

## Рання письменницька кар'єра
Співпрацюючи з Роуен Аткінсоном у The Oxford Revue, він з’явився разом з ним на його проривному шоу Edinburgh Fringe. Як наслідок, у 1978 році йому доручили написати разом із Аткінсоном серіал BBC Radio 3 The Atkinson People, який вийшов у ефір у 1979 році .
Потім він почав писати комедії для кіно та телебачення. Він був постійним автором комедійного серіалу BBC Not the Nine O'Clock News, де написав багато сатиричних скетчів, часто з Ровен Аткінсоном. Кертіс разом із Філіпом Поупом написав пісню The Hee Bee Gee Bees «Meaningless Songs (In Very High Voices)», випущену в 1980 році, щоб пародіювати стиль серії диско-хітів The Bee Gees . У 1984 і 1985 роках Кертіс написав матеріал для сатиричного лялькового шоу Spitting Image на ITV.
Спочатку з Аткінсоном, а потім з Беном Елтоном, Кертіс написав серіал «Чорна Гадюка» з 1983 по 1989 рік, кожен сезон зосереджуючись на різній епосі британської історії. Аткінсон грав головну роль, але Кертіс був єдиним сценаристом, який брав участь у кожному епізоді «Чорної Гадюки» . Пара продовжила свою співпрацю в комедійному серіалі «Містер Бін», який виходив з 1990 по 1995 рік.
Кертіс почав робити художні фільми. Його першим був The Tall Guy (1989), романтична комедія з Джеффом Голдблюмом, Еммою Томпсон і Роуен Аткінсон у головних ролях, створена Working Title films. У 1991 році вийшов телефільм «Бернард і Джин» .
У 1994 році Кертіс був співавтором сценарію The Vicar of Dibley для комедійної акторки Дон Френч, яка мала великий успіх. В онлайн-опитуванні, проведеному в 2004 році як найкращий сітком Великобританії, він був визнаний третім найкращим сіткомом в історії Великобританії, а «Чорна Гадюка» — другим найкращим, що зробило Кертіса єдиним сценаристом, який створив два шоу в топ-10.

## Кінокар'єра
Проривного успіху Кертіс досяг завдяки романтичній комедії «Чотири весілля та одні похорони». Фільм 1994 року з Г'ю Грантом і Енді МакДауелл у головних ролях був створений з обмеженим бюджетом британською продюсерською компанією Working Title Films, отримав премію BAFTA за найкращу режисуру та найкращий фільм. Кертіс обрав Майка Ньюелла режисером фільму після перегляду його телефільму Ready When You Are, Mr. McGill . «Чотири весілля та одні похорони» виявилися найкасовішим британським фільмом в історії того часу. Це зробило Гранта міжнародною зіркою, а номінація Кертіса на «Оскар» за сценарій принесла йому популярність (хоча «Оскар» дістався Квентіну Тарантіно та Роджеру Евері за «Кримінальне чтиво»). Фільм також був номінований на найкращий фільм, але програв Форресту Гампу.
Наступний фільм Кертіса також був для Working Title, який з тих пір залишається його мистецьким домом. У 1997 році «Бін» випустив «Містера Біна» на великий екран і став хітом у всьому світі.
Він продовжив свою співпрацю з Working Title, написавши романтичну комедію 1999 року «Ноттінг Хілл» з Г’ю Грантом і Джулією Робертс у головних ролях, яка побила рекорд, встановлений фільмом «Чотири весілля та один похорон», ставши найкасовішим британським фільмом. Історію про кохання найвідомішої кінозірки світу, зняв Роджер Мічелл.
Потім Кертіс став співавтором сценарію екранізації міжнародного бестселера «Щоденник Бріджит Джонс». Кертіс знав письменницю роману Хелен Філдінг. Дійсно, він приписав їй те, що він сказав, що його початковий сценарій «Чотирьох весіль і одного похорону» був надто оптимістичним і потребував додавання титульного похорону.
Через два роки Кертіс знову об’єднався з Working Title, щоб написати та поставити фільм «Реальна любов». Кертіс сказав в інтерв’ю, що розгалужена, багатоперсонажна структура «Реальна любов» завдячує його улюбленому фільму «Нешвілл» Роберта Альтмана. У фільмі представлено британських акторів, у тому числі Г’ю Гранта, Коліна Ферта, Білла Найі, Емму Томпсон, Ліама Нісона, Ендрю Лінкольна, Алана Рікмана та Кіру Найтлі, у слабко пов’язаній серії історій про людей у коханні та поза його межами в Лондоні за кілька тижнів до Різдва. На його регулярних святкових показах фільм назвали, мабуть, основним продуктом сучасного Різдва.
У 2004 році Кертіс став співавтором фільму «Бріджит Джонс: На краю розуму», продовження «Щоденника Бріджит Джонс». Потім Кертіс написав сценарій до телевізійного фільму «Дівчина в кафе», знятого Девідом Єйтсом і створеного BBC і HBO в рамках кампанії «Зробіть бідність історією Live 8» у 2005 році. У фільмі знімаються Білл Найі в ролі державного службовця та Келлі Макдональд у ролі молодої жінки, у яку він закохується на вигаданому саміті G8 в Ісландії. Персонаж Макдональда спонукає його запитати, чи не можуть розвинені країни світу зробити більше, щоб допомогти найбільш збіднілим. Вихід фільму був приурочений до саміту Gleneagles G8 у 2005 році. У 2006 році він отримав три нагороди «Еммі», у тому числі «Кращий телевізійний фільм», «Актриса другого плану в міні-серіалі або фільмі» для Келлі Макдональд і нагороду «Еммі» за видатний сценарій для міні-серіалу, фільму чи спеціального драматичного фільму для самого Кертіса. Про режисера Йетса Кертіс сказав, що він зняв «набагато прекрасніший фільм, дивовижний фільм і кращий фільм, ніж я міг би зробити».
У травні 2007 року він отримав BAFTA від Британської телевізійної академії на знак визнання його успішної кар'єри в кіно і на телебаченні та його благодійних зусиль. Далі Кертіс разом з Ентоні Мінгеллою написав сценарій, що стала екранізацією роману Олександра Макколла Сміта «Жіноче детективне агентство № 1», який Мінгелла зняв у середині 2007 року в Ботсвані. Прем'єра відбулася на ВВС 23 березня 2008 року, через кілька днів після смерті Мінгелли. Фільм не показували в США до початку 2009 року, коли HBO випустив його в ефір як пілотний серіал з шести епізодів з тим самим акторським складом, у якому Кертіс був виконавчим продюсером.
Його другий фільм як сценариста/режисера, «Рок-хвиля», вийшов у 2009 році. Дія фільму розгортається в 1966 році в епоху британського піратського радіо. Він розповідає про групу ді-джеїв на піратській радіостанції, що працювала з човна в Північному морі. У фільмі знялися Філіп Сеймур Хоффман, Білл Найі, Нік Фрост, Ріс Іфанс, Джемма Артертон і Кеннет Брана. У Великій Британії фільм став розчаруванням. Кертіс перемонтував фільм для його випуску в США, де він отримав нову назву «Піратське радіо», але також не знайшов аудиторії. Після цього він написав сценарій «Бойовий кінь», який переписав для режисера Стівена Спілберга на основі попереднього сценарію драматурга Лі Холла. Кертіса порекомендувала Спілбергу керівник студії DreamWorks Стейсі Снайдер, яка працювала з Кертісом під час її роботи в Universal Studios. Робота Кертіса над сюжетом Першої світової війни «Blackadder Goes Forward» означала, що він уже був знайомий із цим періодом.
Далі Кертіс написав сценарій Мері та Марта, телевізійного фільму BBC/HBO режисера Філіпа Нойса. У фільмі знялися Гіларі Суонк і Бренда Блетін у ролях двох жінок, які зблизилися після того, як обидві втратили своїх синів від малярії. Фільм вийшов у Великобританії 1 березня 2013 року. Потім він написав і зняв «Коханий з майбутнього», романтичну комедію/драму про подорожі в часі та сімейне кохання. У ньому зіграли Рейчел МакАдамс, Доналл Глісон, Білл Найі, Том Холландер, Марго Роббі, Лідія Вілсон і Ванесса Кірбі. Він був випущений у Великобританії 4 вересня 2013 року. Невдовзі після виходу фільму Кертіс прочитав лекцію про сценарне мистецтво в рамках серії лекцій BAFTA та BFI Scenarists' Lecture Series. Після цього він випустив «Сміття», який адаптував за романом Енді Маллігана для режисера Стівена Долдрі. У фільмі з трьома невідомими бразильськими дітьми в головних ролях знялися Вагнер Моура, Руні Мара та Мартін Шин. Він був знятий у 2013 році в Ріо-де-Жанейро та вийшов у Бразилії 9 жовтня 2014 року та у Великобританії 30 січня 2015 року.
Потім він написав «Есіо Трот» Роальда Даля, телевізійну екранізацію класичного дитячого роману Роальда Даля. Отримавши визнання, фільм з Дастіном Гоффманом і Джуді Денч, з Джеймсом Корденом як оповідачем, режисером Дірбла Волшем і був показаний на BBC 1 січня 2015 року. Його наступний фільм, «Вчора», був адаптований за оригінальним сценарієм Джека Барта. Фільм режисера Денні Бойла з Лілі Джеймс і Хімешем Пателем у головних ролях розповідає про молодого чоловіка, який виявляє, що весь світ, крім нього, не пам’ятає про Beatles, що дозволяє йому стати світовою поп-зіркою, виконуючи їхні пісні, як власні. У той час як оригінальний сценарій Барта зображував незрозумілого музиканта, який не в змозі отримати вигоду від свого несподіваного прибутку, більш звичайний сценарій Кертіса показував незалежного музиканта, який не міг контролювати свою власну кар’єру, коли музична індустрія бере верх. Зйомки розпочалися 21 квітня 2018 року та фільм вийшов 28 червня 2019 року.

## Кампанії
Кертіс разом із Ленні Генрі є співзасновниками та співавторами Comic Relief. Кертіс також є засновником Make Poverty History. Він організував концерти Live 8 з Бобом Гелдофом, щоб привернути увагу до бідності, особливо в Африці, і тиснути на лідерів G8, щоб вони прийняли його пропозиції щодо її подолання. Він писав про свою роботу в The Observer у розділі «Глобальний розвиток» у 2005 році.
Кертіс допоміг запустити кампанію Робін Гуд в 2010 році. Кампанія бореться за стягнення податку в розмірі 0,05% з кожної банківської операції, починаючи з акцій і закінчуючи іноземною валютою та деривативами, що може принести 700 мільярдів доларів у всьому світі та бути витраченим на заходи по боротьбі з внутрішньою та міжнародною бідністю, а також на боротьбу зі зміною клімату.
У жовтні 2010 року короткометражний фільм Кертіса під назвою "Без тиску" був випущений кампанією "10:10" у Британії з метою просування політики щодо зміни клімату. У фільмі була показана серія сцен, в яких людей запитували, чи збираються вони брати участь у кампанії 10:10, говорили, що на них не чиниться "жодного тиску", але якщо вони відмовлялися, то їх підривали натисканням червоної кнопки. Реакція була неоднозначною, але відео було швидко видалено з веб-сайту організації.
У березні 2011 року Кертіс вибачився після скарги Британської асоціації заїкання щодо вступної сценки Comic Relief 2011 року, пародії Ленні Генрі на фільм 2010 року «Промова короля».
Він переконав продюсера American Idol зробити шоу, у якому знаменитості подорожували до Африки та випробували на собі рівень бідності. Він називався American Idol: Idol повертає. У 2014 році Кертіс публічно підтримав «Hacked Off» та його кампанію на підтримку саморегулювання преси у Великій Британії, «захищаючи пресу від політичного втручання, а також надаючи життєво важливий захист вразливим».
У серпні 2014 року Кертіс був одним із 200 громадських діячів, які підписали лист до The Guardian, виступаючи проти незалежності Шотландії напередодні вересневого референдуму з цього питання.
У 2020 році Кертіс став співзасновником кампанії фінансування клімату Make My Money Matter. За словами директора кампанії Девіда Хеймана, ця кампанія «покликана допомогти людям зрозуміти вплив їхніх грошей, якщо вони відкладають на пенсію? Який світ це будує?»
У 2021 році він приєднався до кампанії Rewriting Extinction, щоб боротися з кризою клімату та біорізноманіття за допомогою коміксів. Він написав комікс у співпраці з War and Peas під назвою «Woke». Він був надрукований у книзі «Найважливіший комікс на Землі: історії про порятунок світу, яка була випущена 28 жовтня 2021 року видавництвом DK.

## Особисте життя
Кертіс живе в Ноттінг-Гілл і має заміський будинок у Волберсвіку, графство Саффолк, разом із телеведучою Еммою Фрейд, на якій він одружився у вересні 2023 року. У них четверо дітей, у тому числі письменниця та активістка Скарлетт. Раніше він зустрічався з Енн Стратт, теперішньою баронесою Дженкін з Кеннінгтона, до її шлюбу з сером Бернардом Дженкіним, членом парламенту. У своїх творах Кертіс назвав персонажів Бернардом (вважається, що на честь Бернарда Дженкіна). Стверджується, що він використовував весілля Дженкінсів, як джерело натхнення для «Чотирьох весіль і одного похорону». Він нерелігійний.

## Фільмографія
| Рік  | Назва українською               | Примітки           |
| ---- | ------------------------------- | ------------------ |
| 1994 | Чотири весілля та одні похорони | Сценарист          |
| 1999 | Ноттінг Гілл (фільм)            | Сценарист          |
| 2001 | Щоденник Бріджит Джонс (фільм)  | Сценарист          |
| 2003 | Реальна любов                   | Режисер, сценарист |

## Нагороди
Премія Американської академії кіномистецтва за видатні гуманітарні досягнення — нагорода імені Джина Гершолта.